# South Park - Il film: più grosso, più lungo & tutto intero
South Park - Il film: più grosso, più lungo & tutto intero (South Park: Bigger, Longer & Uncut) è un film d'animazione satirico del 1999 diretto da Trey Parker, tratto dalla celebre serie animata South Park, di cui Trey è ideatore, regista e produttore (assieme a Matt Stone).
L'uso di parolacce nel film gli è valso un Guinness dei primati nel 2001 per "Il maggior numero di parolacce in un film d'animazione" (399 parolacce, inclusi 139 usi della parola "fuck"; 128 gesti offensivi e 221 atti di violenza).

## Trama
In una tranquilla domenica mattina, i quattro giovani protagonisti della serie (Eric, Stan, Kyle e Kenny), nonostante l'opposizione delle loro madri, e accompagnati da un adulto barbone per aggirare il divieto, vanno a vedere Culi di fuoco, un volgarissimo film canadese interpretato dai loro idoli Trombino e Pompadour (parodia scatologica di Momenti di gloria). All'uscita del cinema i ragazzi iniziano ad imitare i due personaggi nel comportamento e nel linguaggio, scandalizzando gli adulti; quando Kenny, dopo essersi incendiato un peto come fanno i due protagonisti del film, si ustiona orribilmente e muore finendo all'inferno, la situazione precipita.
Le mamme di South Park iniziano a boicottare tutto ciò che è canadese, fino ad arrivare al punto in cui Sheila Broflovski, madre di Kyle, spinge l'allora presidente Bill Clinton a dichiarare guerra al Canada, accusato di traviare la gioventù americana. Trombino e Pompadour vengono arrestati e il Canada per rappresaglia inizia ad eliminare alcune star di Hollywood. A causa del suo turpiloquio, Cartman viene usato come cavia per un chip sperimentale, il "V-Chip" inventato dal Dr. Vosknocker (un personaggio creato apposta per il film che non è mai apparso nella serie): il chip si innesta sotto pelle e genera una scossa elettrica ogni volta che il possessore si lascia sfuggire una parolaccia, costringendolo così a non imprecare più.
Intanto Stan teme di perdere la sua fidanzata, Wendy Testaburger, a causa del nuovo arrivato della scuola, Gregory (altro personaggio ideato solo per il film), un ragazzo perfettino che sembra aver messo gli occhi su di lei. Dopo uno scambio di opinioni con Chef, Stan si convince che per riconquistare Wendy deve trovare la clitoride, punto debole di ogni donna.
All'inferno Kenny scopre che Satana e il suo amante Saddam Hussein sono in procinto di scatenare i demoni dell'inferno sulla Terra, in seguito ad una profezia che indica la morte di Trombino e Pompadour come l'ultima condizione che permetta l'invasione di compiersi. Sulla Terra, la guerra fra USA e Canada scoppia, e tutti i maschi adulti di South Park sono chiamati alle armi; Stan, Kyle e Cartman, intanto, formano un gruppo clandestino chiamato "La Resistance" nel tentativo di liberare Trombino e Pompadour, che verranno giustiziati durante uno show in onore delle truppe americane.
Provano così ad entrare nell'accampamento con l'aiuto di un ragazzino francofono detto "La Talpa" (un altro personaggio che, a parte un cameo, non ha mai avuto un ruolo nella serie TV) ma falliscono. All'inferno, Kenny cerca inutilmente di convincere Satana a rinunciare all'invasione, ma lui è totalmente succube del suo amante Saddam. A quel punto, sulla Terra la guerra ormai infuria e, tra le vittime, ci sono anche Trombino e Pompadour, che vengono uccisi dalla madre di Kyle: morti i due e compiuta la profezia, i demoni infernali sono dunque liberi di invadere la Terra.
Tutto sembra ormai perduto, ma due eventi riescono a ristabilire la normalità: Kenny, tornato sulla Terra quando il portale infernale si è aperto, riesce a convincere Satana a ribellarsi alla volontà di Saddam e non perseguire il suo piano di conquista del mondo; inoltre, il V-chip di Cartman si è guastato nel tentativo di salvare Trombino e Pompadur e le scosse elettriche si dirigono all'esterno del suo corpo, anziché contro di lui, e sono in grado di respingere i demoni. A quel punto Cartman pronuncia una lunghissima sequela di insulti e volgarità per sovraccaricare il chip, e così facendo genera un'enorme onda di energia che mette KO Saddam. Il colpo di grazia però lo darà Satana, che capisce che Saddam lo stava sfruttando e lo getta negli inferi.
Il finale si dimostra felice per tutti:
- La madre di Kyle, dopo aver visto gli orrori della guerra e dell'invasione demoniaca, si ravvede e perde il suo modo di fare bigotto (almeno per un po'), capendo di aver trascurato il figlio.
- Stan trova (dopo una ricerca su internet che ha coinvolto alcuni filmati porno con la madre di Cartman come protagonista) una clitoride gigante e parlante che gli spiega come riconquistare Wendy.
- Satana, che tutto sommato nel mondo di South Park è un brav'uomo, in segno di ringraziamento usa i suoi poteri per esaudire un desiderio di Kenny e far tornare tutto com'era prima della guerra, resuscitando così i personaggi morti nel conflitto (inclusi quindi anche Trombino e Pompadour).
- Kenny guadagna l'ingresso in paradiso per aver salvato il mondo, ma prima di congedarsi dai suoi amici si toglie il cappuccio e pronuncia alcune parole (Addio, ragazzi), cose che mai aveva fatto nella serie.

## Distribuzione
Il film è stato distribuito nelle sale statunitensi il 30 giugno 1999, mentre in Italia è uscito un anno dopo, il 12 maggio 2000. La trama del film si pone all'interno della quarta stagione: gli episodi 9 e 10, infatti, ne risultano un sequel, raccontando del ritorno di Saddam da Satana, che nel frattempo si è ricreato una vita con Chris, un omosessuale morto per un incidente sulle scale di un centro commerciale.

### Divieti
In America, il film venne vietato ai minori di 17 anni non accompagnati. In Italia il film fu vietato ai minori di 14 anni. Nel 2005 in Italia venne rivalutato come per tutti, anche se la serie su Pluto TV mantiene il primo divieto.

## Colonna sonora
Il 15 giugno 1999 è stata pubblicata la colonna sonora del film, prodotta da Darren Higman. La canzone Blame Canada è stata candidata per il Premio Oscar alla miglior canzone 2000.

### Tracce
1. Mountain Town - 4:27 (Stan Marsh, Kenny McCormick, Kyle Broflovski, Eric Cartman, Sharon Marsh e Sheila Broflovski)
2. Uncle Fucka - 1:06 (Trombino e Pompadour)
3. It's Easy, Mmmkay - 1:54 (Signor Mackey, Stan Marsh, Eric Cartman, Kyle Broflovski, Gregory e Wendy Testaburger)
4. Blame Canada - 1:35 (Sheila Broflovski, Sharon Marsh, Liane Cartman e Carol McCormick)
5. Kyle's Mom is a Bitch - 1:15 (Eric Cartman e Marc Shaiman)
6. What Would Brian Boitano Do? - 1:34 (Stan Marsh, Kyle Broflovski ed Eric Cartman)
7. Up There - 2:23 (Satana)
8. La Resistance Medley - 1:52 (Howard McGillin e la gente di South Park)
9. Eyes of a Child - 3:39 (Michael McDonald)
10. I Can Change - 2:05 (Saddam Hussein)
11. I'm Super - 1:26 (Gran Gay Al)
12. Mountain Town (Reprise) - 1:02 (la gente di South Park)
13. Good Love - 3:31 (Chef)
14. Shut Yo Face (Uncle Fucka) - 3:59 (Trick Daddy featuring Trina & Tre +6)
15. Riches to Rags (Mmmkay) - 4:31 (Nappy Roots)
16. Kyle's Mom's a Big Fat Bitch - 3:54 (Joe C. featuring Kid Rock)
17. What Would Brian Boitano Do? Pt. II - 2:14 (D.V.D.A)
18. I Swear It (I Can Change) - 2:44 (Violent Femmes)
19. Super - 4:03 (RuPaul)
20. O Canada - 1:10 (Geddy Lee e Alex Lifeson featuring Trombino e Pompadour)

## Edizione italiana
L'edizione italiana del film è stata curata dalla Warner Bros. Italia con la direzione del doppiaggio e la supervisione dei dialoghi italiani curati da Marco Mete, assistito da Ivana Fedele. Il doppiaggio italiano, che fu eseguito negli studi della International Recording con le voci della SEFIT-CDC, porta tutti i doppiatori della serie tv al film con le eccezioni di Fabrizio Manfredi su Kyle e Manlio De Angelis su Saddam Hussein.

## Accoglienza

### Critica
Sull'aggregatore Rotten Tomatoes il film riceve l'80% delle recensioni professionali positive con un voto medio di 7 su 10 basato su 95 critiche, mentre su Metacritic ottiene un punteggio di 73 su 100 basato su 31 critiche.

## Riconoscimenti
- 2000 - Premio Oscar
  - Candidatura per la migliore canzone (Blame Canada)
- 2000 - MTV Movie Awards
  - Miglior sequenza musical (Uncle Fucka)